# Trebujena
Trebujena – gmina w Hiszpanii, w prowincji Kadyks, w Andaluzji, o powierzchni 70 km². W 2011 roku gmina liczyła 7091 mieszkańców.